# Cabdill
|  | Per a altres significats, vegeu «Capitost». |

Un cabdill o cabdell i capitost (en castellà, caudillo) és un cap polític, militar o ideològic a Espanya i Amèrica Llatina.
Aquest terme s'utilitza per a nomenar els caps polítics i militars que van prendre el poder en algunes regions després de la independència d'Amèrica Llatina. La principal diferència entre un dictador i un cabdill és la necessitat de suport popular, un cabdill és, bàsicament, el producte d'una democràcia primitiva en què les masses segueixen a un líder que representa els valors i la identitat de la regió que governa. A Amèrica Llatina, aquest terme pot ser una connotació positiva o negativa depenent de la posició política de la persona que l'adquireix.

## Llista no-exhaustiva de cabdills
- José Gervasio Artigas (Províncies Unides del Riu de la Plata)
- Juan Manuel de Rosas (Argentina)
- Antonio López de Santa Anna (Mèxic)
- José Gaspar Rodríguez de França (Paraguai)
- José Tadeo Monagas (Veneçuela)
- Cipriano Castro (Veneçuela)
- Rafael Carrera (Guatemala)
- Ramón Castella (Perú)
- Emiliano Zapata (Mèxic)